# Franz Xaver Wolfgang Mozart
Franz Xaver Wolfgang Mozart (Vienna, 26 luglio 1791 – Karlsbad, 29 luglio 1844) è stato un compositore, pianista, direttore d'orchestra e insegnante austriaco.

## Biografia
Era l'ultimo dei sei figli di Wolfgang Amadeus Mozart e Constanze Weber; solo lui e il fratello Carl Thomas, però, giunsero all'età adulta. Fu chiamato Wolfgang in omaggio a suo padre e Franz Xaver in omaggio a Franz Xaver Süssmayr, compositore ed intimo amico di Mozart. Inoltre il padre gli diede il soprannome di Wowi.
Franz Mozart nacque solo cinque mesi prima della morte di suo padre, quindi non lo conobbe, eppure visse sempre nella sua ombra: nella paura e nella consapevolezza di non poter raggiungere gli stessi vertici artistici.
Fu allievo di Antonio Salieri e Johann Nepomuk Hummel e, proprio come Mozart, iniziò a comporre da bambino; diede il primo concerto a 14 anni. Il suo carattere era molto diverso da quello del padre: introverso, timoroso, tendente all'autosvalutazione. Non si sposò mai e non ebbe figli, ma amò profondamente una donna sposata. Costei aveva una figlia, che prese lezioni di musica da lui.
Il suo stile compositivo richiama il primo romanticismo. Scrisse molti brani per pianoforte (concerti, sonate) all'interno dei quali è possibile ravvisare elementi stilistici che anticipano lo stile di Fryderyk Chopin e Liszt. Scrisse anche diversi Lieder e altra musica vocale. Viaggiò molto, inizialmente nelle città dell'attuale Ucraina (Leopoli, Rohatyn, Burshtyn), poi a Vienna, Salisburgo (dove ebbe l'incarico di "Kapellmeister" del Mozarteum) ed infine a Karlsbad, dove morì; fu sepolto nel cimitero della chiesa di Sant'Andrea a Karlovy Vary, in Repubblica Ceca.
L'ombra di suo padre grava su di lui anche nella morte. Sulla sua lapide campeggia la seguente iscrizione:

## Opere scelte
- Quartetto per pianoforte in sol minore, Op. 1
- Sonata per violino e pianoforte in si maggiore, Op. 7
- Sonata per pianoforte in sol maggiore, Op. 10
- 6 pezzi per flauto e 2 corni, Op. 11
- Concerto per pianoforte N. 1 in do maggiore, Op. 14
- Sonata per violino e pianoforte in fa maggiore, Op. 15
- Six Polonaises mélancoliques per pianoforte, Op. 17
- Sonata per violoncello o violino e pianoforte in mi maggiore, Op. 19
- Quatre Polonaises mélancoliques per pianoforte, Op. 22
- Variazioni su una romanza di Méhul, Op. 23
- Due Polonaises per pianoforte, Op. 24
- Concerto per pianoforte N. 2 in mi bemolle maggiore, Op. 25
- Il primo giorno di primavera, Cantata per voce solista, coro e orchestra, Op. 28
- Rondò in mi minore per flauto e pianoforte
- Lieder con accompagnamento di pianoforte

## Riferimenti discografici
- The Other Mozart - Raccolta di Lieder cantati da Barbara Bonney - Decca, 2005
- Klavierwerke - Op. 17, Op. 22, Op. 26, Rondò - Suzanne von Laun - musicaphon, 2010